# Koreanisches Idol

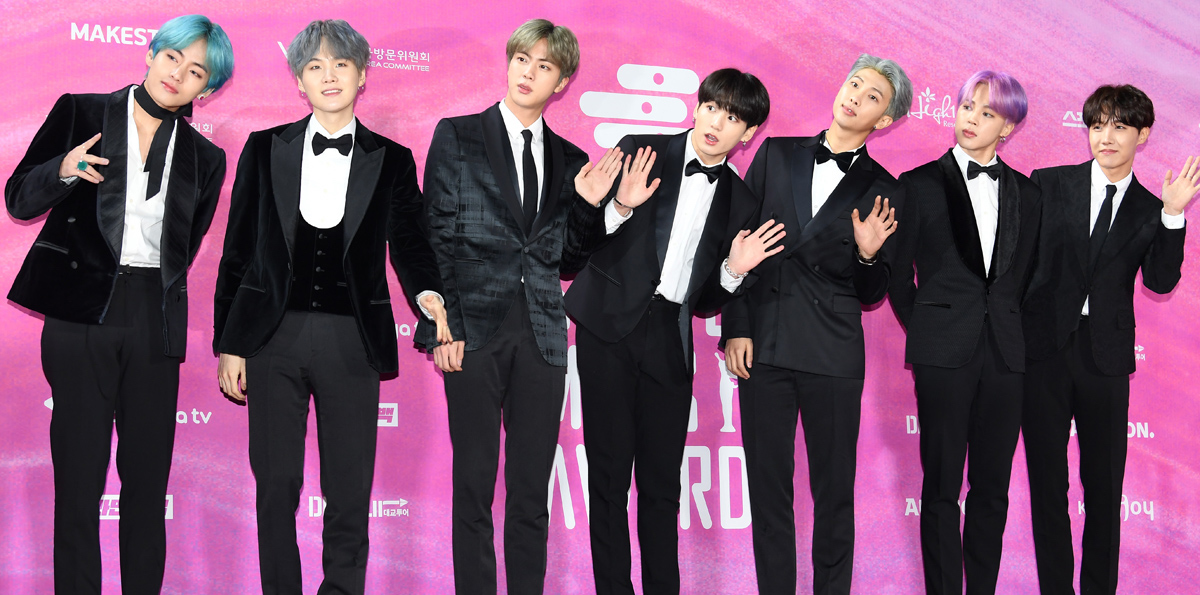
Die Mitglieder von BTS sind die weltweit populärsten Idols.

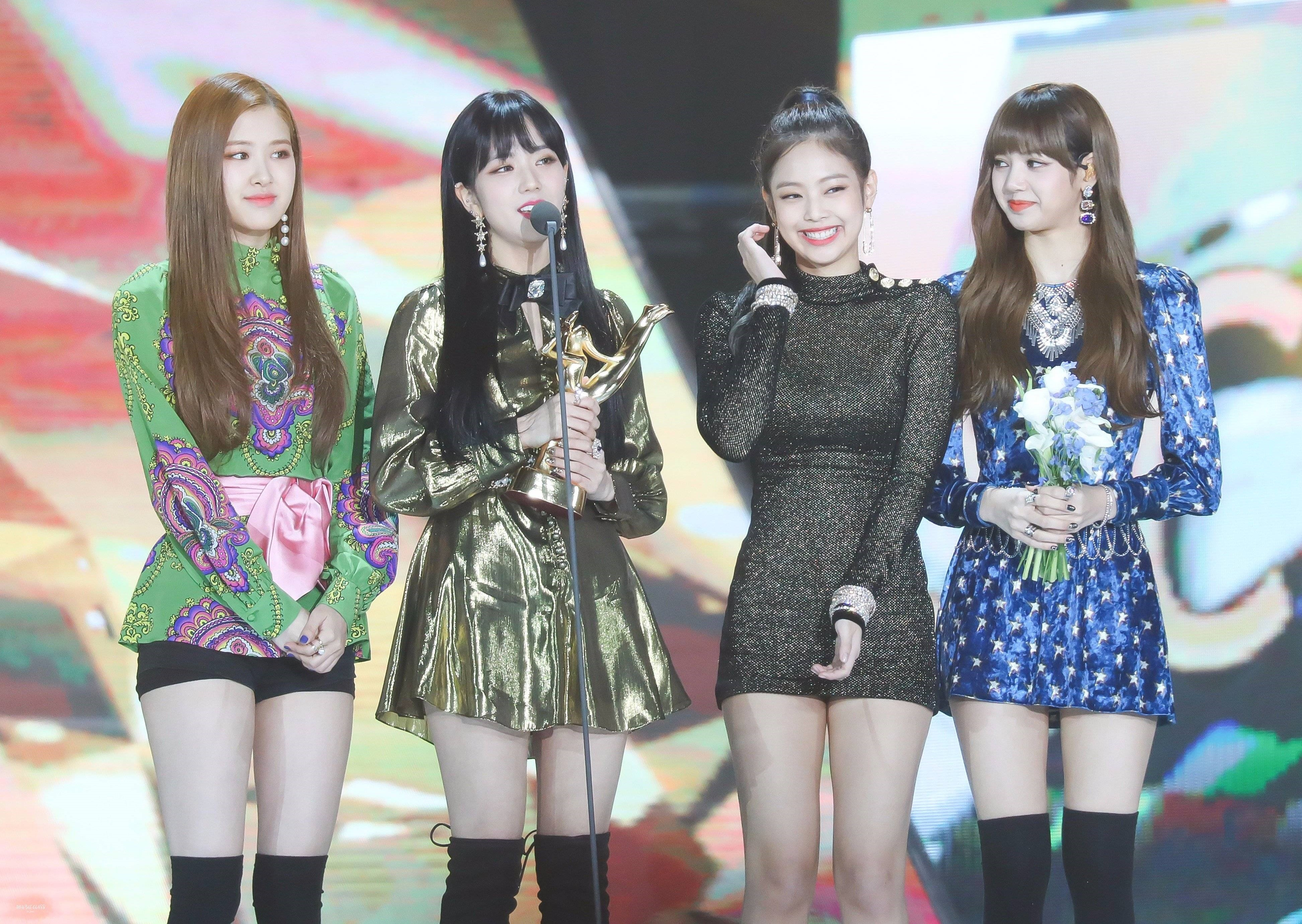
Blackpink bei den Golden Disk Awards 2018. Sie ist die erfolgreichste Girlgroup auf YouTube.

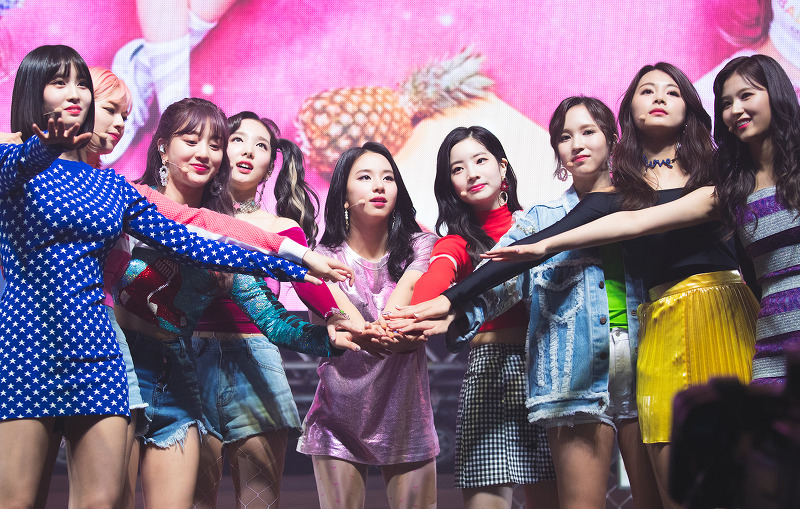
Keine andere Girlgroup verkaufte mehr Alben in Südkorea als Twice.

Idol (kor. 아이돌) bezeichnet südkoreanische Popstars, die als Teenager oder in ihren frühen Zwanzigern debütieren und bei einer Unterhaltungsagentur (bspw. JYP, SM, YG) unter Vertrag stehen. Die meisten Idols sind Mitglieder einer K-Pop-Gruppe. Einige dieser Gruppen erlangten weltweit Bekanntheit und zählen zur Koreanischen Welle, auch Hallyu genannt, eine Bezeichnung für den globalen Erfolg südkoreanischer Kulturexporte. Auch wenn die koreanische Ausprägung ihre Eigenheiten hat, gibt es Ähnlichkeiten zu den westlichen Teen Idols und den japanischen Pop-Idolen.

## Eigenschaften
Idols, oder besser, die Boy- und Girlgroups, werden von südkoreanischen Unterhaltungsagenturen geschaffen. Die Mitglieder werden zuvor in verschiedenen Bereichen wie Singen, Tanzen, Schauspielern und Benehmen ausgebildet und genießen häufig schon als Trainees Popularität. Konzepte werden dabei teilweise von den Produzenten und Managern festgelegt, Songs von Songwritern geschrieben.:112 Manche Gruppen haben keinen oder nur wenig Einfluss auf Konzepte, Songs, Planung der Auftritte oder Konzerte. Allerdings gibt es Ausnahmen wie BTS, Ateez, Big Bang und Stray Kids, wo die Mitglieder als Songschreiber und Produzenten fungieren. Idols treten häufig in südkoreanischen Varietyshows auf als Gäste oder als ständige Mitglieder einer Show, treten im Radio auf und sind beliebte Werbeträger.:111 Die meisten Idols sind Mitglieder von Popgruppen, allerdings gibt es auch Solo-Idols wie Chungha.
Die Abgrenzung des Begriffs ist diffus. Es ist kein genau definierter Begriff, wird aber häufig in den Medien und der K-Pop-Szene verwendet. Die Sängerin IU wird dem K-Pop zugeordnet, gilt aber in der Regel nicht als Idol. Ihr Werdegang ist anders als der typische für Idols. Sie nimmt selten an Varietyshows teil und genießt viel Freiheit über ihren Zeitplan. Ihre Lieder schreibt sie selber und auch ihre Alben sind selbst produziert. Dies verdeutlicht auch die Besonderheit der koreanischen Auslegung des Begriffs „Idol“. Obwohl IU für viele ein Vorbild ist und ein sehr positives Image genießt, gilt sie nicht als K-Pop-Idol. Ähnliches gilt für den Sänger Psy, der weltweit durch seinen Hitsong Gangnam Style (2012) Bekanntheit erlangte. Er hatte seit jeher weitgehende Autorität über seine Auftritte und Songs, tritt kaum in Varietyshows auf. Weiterhin werden seine Songs oft auch gar nicht der Popmusik zugerechnet. 2019 gründete Psy seine eigene Unterhaltungsagentur namens P Nation und sucht nach Trainees. Diese würden nach ihrem Debüt den Idols zugerechnet.
Diese fehlende Einflussnahme sowie die strikten Verträge einiger Unterhaltungsagenturen sind Grund für Kontroversen. Insbesondere kleinere, unbekannte Agenturen sehen ihre Aussicht auf Erfolg nur in der Strategie Sex sells. So verließen Gayoung und Jeonyul die Girlgroup Stellar, weil ihre Agentur (The Entertainment Pascal) sie förmlich in ein Sexy-Konzept zwang. Dabei erinnerten ihre Manager die Gruppenmitglieder bei Widerspruch immer an ihren Vertrag. Gayoung äußerte sich mitgenommen darüber, dass die Videos sie anders und provokativer zeigten, als sie wirklich ist.
Mit zunehmendem Alter verlassen Idols häufig die Unterhaltungsagentur, ihre Gruppe wird aufgelöst oder sie erhalten mehr Unabhängigkeit und schreiben einige Songs. In diesem Fall gelten die Stars nicht mehr als Idols, wie z. B. Rain, der 2015 sein eigenes Unternehmen gründete. Kangta von der populären Boygroup H.O.T. machte solo weiter nach der Auflösung der Gruppe, verblieb jedoch bei SM Entertainment. Er produzierte selbst für sich und andere Künstler und schrieb Songs. Damit gilt er nicht mehr als Idol. Die Medien sprechen dann von einem „ehemaligen Idol“. Auch wenn sie nicht mehr in der Öffentlichkeit auftreten oder in der Bedeutungslosigkeit verschwinden waren sie einmal Idols.

### Image
Wenn die Trainees für eine Gruppe ausgewählt werden, erhalten sie in der Regel bestimmte Rollen, die sie spielen sollen. Dies ist typisch für Girl- und Boygroups weltweit. Damit die Mitglieder möglichst unterschiedlich erscheinen, sollen sie bis zu einem gewissen Grad eine bestimmte Persönlichkeit einnehmen. Um dieses Image aufzubauen, werden häufig soziale Medien benutzt.

### Beziehung zu den Fans
Nach Joanna Elfving-Hwang (2018) ist die Beziehung zwischen koreanischen Idolen und ihren Fans von „parasozialer Verwandtschaft“ gekennzeichnet. Das bedeutet, anstatt die Stars zu bewundern stellen die Fans häufig eine familiäre Verbindung zu ihren Idolen her. In manchen Fällen besteht diese Verbindung auch unter den Fans. Diese Beziehung wird entweder von der Unterhaltungsagentur oder den Fans selber begünstigt, entweder durch soziale Netzwerke, Fanseiten, Autogrammstunden oder Fantreffen. Verdeutlicht wird dies in der proaktiven Beteiligung der Fans an der Produktion der Idol-Gruppen. Fans zeigen ihre Haltung und Einstellung gegenüber den Handlungen des Managements und der Unterhaltungsagentur und verteidigen ihre Idole gegenüber der Agentur als auch gegen Kritik in den Medien.

## Trainees

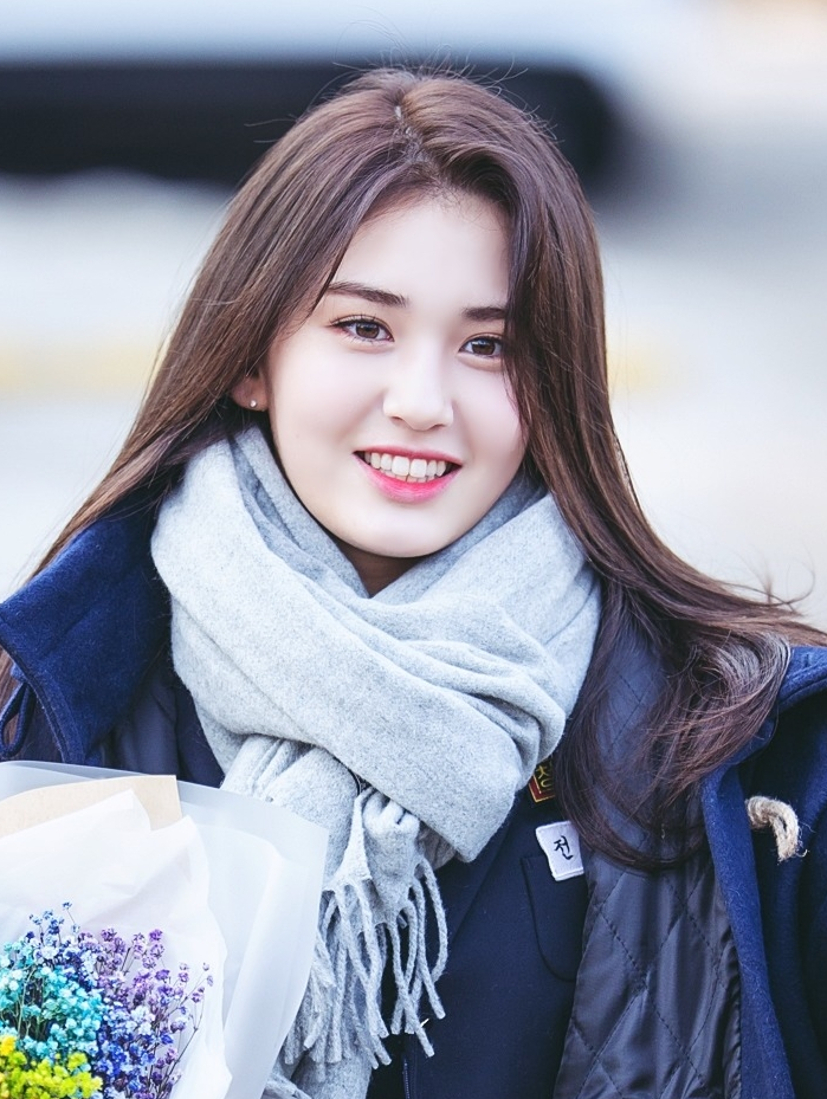
Somi setzte sich erfolgreich bei der Castingshow Produce 101 durch und wurde Mitglied der temporären Girlgroup I.O.I.

In westlichen Ländern wurde man lange Zeit durch Castingshows zu einem Popstar, in dem man, bei Erfolg, einen Vertrag erhielt und häufig Mitglied einer Boy- oder Girlgroup werden konnte. In Südkorea ist das Idol-System jedoch stärker auf die Unterhaltungsagenturen fokussiert. Diese führen eigene Vorsingen durch, ohne Fernsehcastings, und nehmen schließlich Teenager, in denen die Talentsichter Potential sehen, als Trainees unter Vertrag. Dabei bedeutet Trainee (연습생 Yeonseupsaeng) hier, jemand, der bei einer Unterhaltungsagentur unter Vertrag steht und ausgebildet wird, aber noch nicht debütiert hat. Debüt meint hier die Veröffentlichung eines ersten Albums. Es kommt auch vor, dass die Sichter auf der Straße neue Talente entdecken. SM Entertainment hat jährlich etwa 3 Millionen Bewerber.:265 Die Auditions finden nicht nur in Südkorea statt, sondern auch in anderen Ländern.
Wer sich erfolgreich durchsetzt und Trainee wird, erhält Unterricht in Gesang, Tanz, Musikinstrumenten, Benehmen, Comedy und Sprachen.:265:78 Dies kann eine unbestimmte Zeit andauern, bis die Verantwortlichen der Unterhaltungsagentur die Trainees als reif für ihr Debüt einschätzt. Bei manchen dauert dieser Prozess nur Monate, bei anderen viele Jahre. Die Trainees einer Agentur leben häufig in Wohnheimen zusammen und besuchen die gleichen Schulen. Diesen Prozess aus Sichten, Vorsingen, Ausbildung, Produzieren, Marketing und Managen:259 wurde erstmals für die von SM Entertainment gegründet Boygroup H.O.T. etabliert. Sie wird oft als erste südkoreanische Idol-Gruppe aufgeführt. SM Entertainment sorgte für die Verbreitung dieses Systems. Der Gründer, Lee Soo-man, nannte das Konzept später Cultural Technology. Dieses Traineesystem ist seitdem in den Unterhaltungsfirmen fest etabliert. Wie streng dieses System funktioniert kann man der Netflix-Dokumentation Blackpink: Light Up the Sky entnehmen. Die Mitglieder beschreiben dort auch ihre Ausbildung. Wiederholend 13 Tage mit täglich 14 Stunden Training, 1 Tag frei. An jedem Monatsende Prüfung durch Agenturchef und Produzenten mit einem Solosong, einem Gruppensong und einer Gruppenchoreografie.
Die Stärken des Konzepts wurden offenkundig in der Castingshow Produce 48, einem Nachfolger von Produce 101. In der Show traten Trainees südkoreanischer Unterhaltungsagenturen und Mitglieder der japanischen Gruppe AKB48 und deren Schwestergruppen an. Letztlich wurde die aus den Kandidatinnen die temporäre, zwölfköpfige Gruppe IZ*ONE gegründet. Doch in der Sendung zeigte sich, dass die südkoreanischen Trainees eine merklich bessere Leistung ablieferten. Ein Grund sei, dass von japanischen Idolen lediglich erwartet werde, süß zu sein und eher Unterhalter als Künstler seien. Südkoreanische Trainees erhalten dem gegenüber ein rigoroseres Trainingsprogramm.
Unter den Trainees herrscht starker Wettbewerb. Wer seine Talente nicht zeigen kann oder sich nicht ausreichend verbessern kann, muss ggf. das Unternehmen verlassen und wird nicht für eine Idol-Gruppe in Betracht gezogen. Sobald jemand Teil des Trainee-Systems ist, regelt das Unternehmen in weiten Teilen das Leben dieser. Dazu gehören auch die Ernährung, vertraglich verboten sind Alkoholkonsum und Rauchen, meist auch Tätowierungen und Liebesbeziehungen. Einige Unterhaltungsagenturen haben in der Vergangenheit ihren Trainees verboten, zu daten, und haben sie Knebelverträge unterschreiben lassen. Allerdings werden zumindest die Verträge der großen Agenturen, die im Blickpunkt der Öffentlichkeit stehen, von der Korean Fair Trade Commission (KFTC) auf sittenwidrige und unfaire Inhalte überprüft. So hat sich die Situation in den vergangenen Jahren immer weiter gebessert. Jüngstes Beispiel ist die globale Girlgroup KATSEYE a. Zu einem frühen Zeitpunkt der Ausbildung sagte Missy Paramo (Senior Program Manager Training & Development bei Hybe America und CEO bei LMP management) in einem Meeting zu den Trainees: „...es braucht Zeit, mentale Stärke aufzubauen, um die Industrie auszuhalten, in die ihr geht. Es ist einfach schwer, in dieser Industrie zu arbeiten. ... Wir bauen euer Rückgrat für die Branche auf.“ Für die Trainees stand ein eigener Psychologe zur Verfügung.
Die Gruppen werden so geschaffen, dass sie möglichst viele Leute ansprechen. Deshalb sollen die Mitglieder über viele Fähigkeiten verfügen und gut aussehen.:112 Junge Talente werden so zu Stars gemacht.:70 Die Investition der Unternehmen in die Ausbildung gilt als hoch. 2012 berichtete das Wall Street Journal, dass die Ausbildungskosten für ein Mitglied von Girls’ Generation bei 3 Millionen US-Dollar lagen. Das Training dauert in der Regel drei bis fünf Jahre.

## Unterhaltungsagenturen
Wesentlich für das Idol-System sind die südkoreanischen Unterhaltungsagenturen (연예 기획사 Yeonye Gihoeksa). Insbesondere SM Entertainment, YG Entertainment und JYP Entertainment, die zwischen 1995 und 1997 von südkoreanischen Musikstars gegründet wurden, prägten die Schaffung koreanischer Idols und gelten als maßgeblich für den Erfolg. Durch die Gründung der Idol-Gruppen in den 1990er Jahren wurde der Begriff „K-Pop“ geprägt. Zuvor gab es keinen K-Pop. Die Geburtsstunde dieser Idole änderte die Produktion, Marketing, die Fans und die Art und Weise der Musikkultur. Die südkoreanischen Unterhaltungsagenturen orientierten sich dabei am Idol-System Japans, das sich dort in den 1970er und 1980er Jahren etablierte, nahmen aber auch Elemente der amerikanischen Popmusik auf. Rasant entwickelte sich diese Ausprägung zu einer großen Industrie,:256 dem Kern der südkoreanischen Musikindustrie. Die „neuen“ Unterhaltungsagenturen haben einen ganz neuen Markt geschaffen.:257
Die südkoreanischen Unterhaltungsagenturen entwickelten jedoch ein effizienteres und systematischeres System, in dem Trainees über Jahre eigens ausgebildet werden. Shin und Kim (2013) argumentieren, die Unterhaltungsagenturen seien der Mittler zwischen Künstler und Konsumenten.:259 f. Sie greifen Strategien der südkoreanischen Konglomerate (Chaebol) auf und seien vertikal integriert. Etwas, das Hollywood-Studios aufgegeben haben. Die K-Pop-Agenturen wurden dadurch zu mehr als nur einem Aufnahmestudio oder einem Plattenlabel.:260
Ein Grund, dass dies gerade in den 1990er Jahren geschah, ist die Demokratisierung Südkoreas ab 1987. Zuvor wurden Medien wie Fernsehen und Musik zensiert, die Unternehmen und Künstler besaßen nur wenig Freiheiten.:262 f. Der Prozess brachte soziale, ökonomische und kulturelle Änderungen mit sich.:76